# Edensermolen
De Edensermolen bij Edens (Fries: Iens) is een munnikmolen en werd waarschijnlijk gebouwd in 1847, voor bemaling van de polder Breeuwsma. De achtkante windmolen is een grondzeiler. Het achtkant is binnenin verankerd met 4 zware veldkeien.
De poldermolen is aangewezen als reservegemaal bij ernstige wateroverlast. Het water wordt met behulp van een houten vijzel uitgemalen.
Eigenaar van de Edensermolen is sinds 1977 de Stichting De Fryske Mole, die hem in 1995/1996 maalvaardig heeft laten restaureren.